# Aviludo-Louletano-Loulé
Das Team Aviludo-Louletano-Loulé ist ein portugiesisches Radsportteam mit Sitz in Loulé.

## Organisation und Geschichte
Die Mannschaft wurde 1982 in Loulé gegründet. Ab 2004 war sie bei der UCI lizenziert, zunächst als Trade Team, von 2005 bis 2010 als UCI Continental Team. Seit 2007 ist die Stadt Loulé, die vorher beim zwischenzeitlich aufgelösten Team Imoholding-Loulé Jardim Hotel mit an Bord war, einer der Hauptsponsoren. Nach zwei Jahren Unterbrechung ist die Mannschaft seit 2013 wieder im Besitz einer Lizenz als Continental Team.
Im Team waren bzw. sind bis auf wenige Ausnahmen Fahrer aus dem portugiesisch- oder spanischsprachigem Raum. Haupteinsatzgebiet sind die Rennen der UCI Europe Tour auf der iberischen Halbinsel sowie Rennen des nationalen Kalenders.

## Erfolge als Continental Team
| Rennserie                 | 2005 | 2006 | 2007 | 2008 | 2009 | 2010 | 2013 | 2014 | 2015 | 2016 | 2017 | 2018 | 2019 | 2020 | 2021 | 2022 | 2023 | 2024 |
| ------------------------- | ---- | ---- | ---- | ---- | ---- | ---- | ---- | ---- | ---- | ---- | ---- | ---- | ---- | ---- | ---- | ---- | ---- | ---- |
| UCI ProSeries             | -    | -    | -    | -    | -    | -    | -    | -    | -    | -    | -    | -    | -    | -    | -    | -    | -    | -    |
| UCI Continental Circuits  | -    | -    | -    | -    | 2    | 3    | 3    | -    | 3    | 2    | 2    | 5    | -    | -    | -    | -    | -    | 2    |
| nationale Meisterschaften | -    | -    | -    | -    | -    | -    | 1    | -    | -    | -    | -    | -    | -    | 1    | -    | -    | -    | -    |

## Platzierungen in UCI-Ranglisten
UCI-Weltrangliste
| World Ranking | World Ranking | World Ranking                    | World Ranking |
| Jahr          | Teamwertung   | Einzelwertung                    |               |
| ------------- | ------------- | -------------------------------- | ------------- |
| 2016          | —             | Vicente García de Mateos (530. ) |               |
| 2017          | —             | Vicente García de Mateos (248. ) |               |
| 2018          | —             | Luís Mendonça (494. )            |               |
| 2019          | 143.          | Vicente García de Mateos (478. ) |               |
| 2020          | 75.           | Sergei Schilow (294. )           |               |
| 2021          | 154.          | Carlos Oyarzun (1607. )          |               |
| 2022          | 166.          | Jesús del Pino (1211. )          |               |
| 2023          | 182.          | Jesús del Pino (1693. )          |               |
| 2024          | 171.          | Jesús del Pino (1368. )          |               |
|               |               |                                  |               |
| Quelle: UCI   |               |                                  |               |

UCI Africa Tour
| Saison    | Mannschaftswertung | Fahrerwertung             |
| --------- | ------------------ | ------------------------- |
| 2009      | 18.                | Pedro Miguel Lopes (103.) |
| 2010      | -                  | -                         |
| 2013-2016 | -                  | -                         |

UCI America Tour
| Saison    | Mannschaftswertung | Fahrerwertung        |
| --------- | ------------------ | -------------------- |
| 2009-2010 | -                  | -                    |
| 2013      | 27.                | Carlos Oyarzun (97.) |
| 2014-2016 | -                  | -                    |

UCI Asia Tour
| Saison    | Mannschaftswertung | Fahrerwertung         |
| --------- | ------------------ | --------------------- |
| 2009-2010 | -                  | -                     |
| 2013      | -                  | -                     |
| 2014      | 83.                | Vicente García (427.) |
| 2015-2016 | -                  | -                     |

UCI Europe Tour
| Saison | Mannschaftswertung | Fahrerwertung         |
| ------ | ------------------ | --------------------- |
| 2009   | 65.                | João Cabreira (235.)  |
| 2010   | 41.                | Santiago Pérez (88.)  |
| 2013   | 94.                | Carlos Oyarzun (481.) |
| 2014   | 92.                | Vicente García (426.) |
| 2015   | 62.                | João Benta (255.)     |
| 2016   | 73.                | Vicente García (308.) |
| 2017   | 64.                | Vicente García (106.) |
| 2018   | 55.                | Luís Mendonça (284.)  |